# Cerkiew Opieki Matki Bożej w Szlachtowej
Cerkiew Opieki Matki Bożej w Szlachtowej – dawna łemkowska cerkiew greckokatolicka, wzniesiona w latach 1895–1920, znajdująca się w Szlachtowej.
W 1946 roku cerkiew przejęta przez kościół rzymskokatolicki i użytkowana jako kościół parafialny pw. Matki Boskiej Pośredniczki Łask parafii w Szlachtowej.

## Historia
W Szlachtowej istniała stara cerkiewka wybudowana prawdopodobnie w XVII wieku. Zapewne przypominała podhalańskie kościółki (była wybudowana w tzw. stylu zachodniołemkowskim). Była to budowla w formie wydłużonego prostokąta o dwuspadowym dachu z wieżyczką, w której była umieszczona sygnaturka. W 1741 roku dziedzic Paweł Sanguszko ofiarował cerkwi srebrny kielich. Cerkiewka ta została rozebrana około roku 1905 roku lub nawet już w roku 1901. Najprawdopodobniej jednym z ostatnich proboszczów tejże cerkwi (drewnianej) był ksiądz doktor Mikołaj Małyniak, członek Towarzystwa Tatrzańskiego. W 1890 roku został mianowany na proboszcza w miejscowości Śliwnica w ówczesnym powiecie Staromiejskim w Królestwie Galicji i Lodomerii.
„Katalog zabytków sztuki w Polsce” powiatu nowotarskiego z 1951 roku (opracowany w oparciu o inwentarz zabytków powiatu nowotarskiego sporządzony przez Tadeusza Szydłowskiego w latach 1930–1931) podawał, że w składzie budynku szkolnego w Szlachtowej zachowały się z rozebranej cerkwi ...części struktury oraz kilkanaście pól obrazowych, m.in. Zaśnięcie Matki Boskiej, Deesis, Archanioł; ruskie, w. XVIII. Później pozostałości wyposażenia, m.in. ewangeliarz z 1546 roku, niektóre obrazy i rzeźby, znalazły się w Muzeum Diecezjalnym w Przemyślu. Dzwony z 1694 roku, odlane przez Franciszka Ostrowskiego, zostały zarekwirowane przez wojsko w czasie I wojny światowej.
Paroch (proboszcz obrządku greckokatolickiego) Jan Durkot, przedstawił mieszkańcom Szlachtowej projekt i – mimo protestów części mieszkańców, związanych z przewidywanymi wysokimi kosztami budowy – rozpoczął budowę nowej, murowanej cerkwi w 1895 roku. Projekt przewidywał, że świątynia stanie na planie krzyża greckiego, nad środkową nawą zbudowano okrągłą kopułę. Dwie pozostałe nawy są niższe i symetryczne.
Budowa ciągnęła się latami z powodu jej wysokich kosztów, fundusze zbierano w całej diecezji. W 1907 roku zawaliła się środkowa kopuła na skutek błędu architektonicznego. Wreszcie w 1920 roku budowa została ukończona.
Od początku budowy parochami cerkwi byli:
- Jan Durkot, 1895–1907
- Aleksander Durkot, 1907–1908
- Florian Geła, 1909–1917
- Dionizy Seneta, 1917–1947.

W ramach akcji „Wisła” w latach 1947–1950 wysiedlono z Rusi Szlachtowskiej prawie wszystkich Łemków, w tym Dionizego Senetę (który zmarł w 1956 roku w Miastku na Pomorzu Zachodnim).
Od 15 lipca 1947 roku Szlachtowa była zasiedlana przez mieszkańców sąsiednich wsi. Plebanię w dniu 17 lipca 1947 roku objął ksiądz Józef Ciastoń. Dnia 24 września 1947 roku biskup Jan Stepa odwiedził parafię.
W 1952 roku parafia zmieniła nazwę (wezwanie) z „Matki Boskiej Pokrownej” (Opiekunki, Protectio BM Virgo) na „Matki Boskiej Pośredniczki Łask”. Wspomnienie i odpust parafialny przypadają na 31 maja (Maria Virgo Mediatrise Omnium Gratio).
Tym samym numerem w rejestrze zabytków Narodowego Instytutu Dziedzictwa objęte są kościół, dzwonnica i cmentarz cerkiewny.

## Architektura i wyposażenie
Kopuły pokryte są blachą. Krzyże łacińskie na szczytach trzech kopuł (umieszczonych wzdłuż osi głównej świątyni) w rzucie bocznym tworzą trójkąt równoramienny i wspierają się na skierowanych rogami do góry półksiężycach, co symbolizuje zwycięstwo chrześcijaństwa nad islamem. Zewnętrzne ściany świątyni (zbudowanej z ciosów beskidzkiego piaskowca) są otynkowane i ozdobione konsolami pod okapami oraz fragmentami nieotynkowanego kamienia. Ośmioboczne wieże (zasklepione kopulasto) wznoszą się nad kruchtą i prezbiterium, a wyższa, środkowa kopuła wieńczy skrzyżowanie transeptu i nawy głównej. Boczne nawy zadaszone są namiotowo.
Nad głównym wejściem od strony zachodniej znajduje się napis cyrylicą: „chwała na wysokości Bogu”. Drugie wejście – przez zakrystię – jest od południa. Na zewnętrznej ścianie świątyni znajduje się mozaika „Dobrego Pasterza”, projektu księdza Leopolda Bandurskiego.
Nad głównym wejściem znajduje się chór. Przedsionek odgrodzony jest drewnianą boazerią, ozdobioną witrażami z kolorowego szkła. Ściany świątyni zdobi polichromia z 1919 roku oraz freski. Przy prezbiterium znajdują się: po prawej stronie: obraz Świętego Piotra, a powyżej niego scena Bożego Narodzenia, a po lewej stronie – Święty Paweł, a nad nim scena Zwiastowania.
Z prawej strony (patrząc od wejścia) znajduje się fresk „Chrzest w Jordanie”, powyżej niego „Ukrzyżowanie”. Po lewej stronie natomiast scena: „Ukoronowanie Najświętszej Maryi Panny”.
Prezbiterium oddzielone jest od nawy głównej ikonostasem, wykonanym w 1927 roku zgodnie z kanonami tzw. szkoły lwowskiej. Obrazy zostały namalowane na płótnie. Ubiory namalowanych osób mają cechy charakterystyczne dla kultury polskiej, ich twarze mają również lokalne rysy.
Ołtarz główny znajduje się za ikonostasem i widoczny jest po otwarciu carskich wrót. Tabernakulum pochodzi z XIX wieku i ma kształt świątyni. Za tabernakulum wisi obraz Matki Boskiej Częstochowskiej z 1976 roku wykonany przez księdza Leopolda Bandurskiego.
Przed ikonostasem stoi ołtarz posoborowy z 1979 roku.
Ambona pochodząca z XVIII wieku jest ozdobiona postaciami czterech Ewangelistów (postacie te są znacznie starsze od ikonostasu i posiadają rysy ludowe) wykonanymi w stylu tzw. „chłopskiego baroku”.

## Wokół cerkwi
Przed wejściem znajduje się dzwonnica parawanowa w stylu bizantyjskim pochodząca z 1922 roku. Ta murowana z kamienia, nieotynkowana budowla jest wbudowana w ogrodzenie placu przykościelnego. Posiada trzy arkady na dzwony, tylko w jednej z nich (bocznej) znajduje się dzwon. Został zakupiony w 1957 roku. W środkowej arkadzie znajduje się kapliczka z figurką Matki Bożej, zbudowana przez Leopolda Bandurskiego. Trzecia arkada jest pusta. Środkowa arkada, nieco wyższa od pozostałych, zwieńczona jest małą arkadką, w której znajduje się sygnaturka.

## Galeria

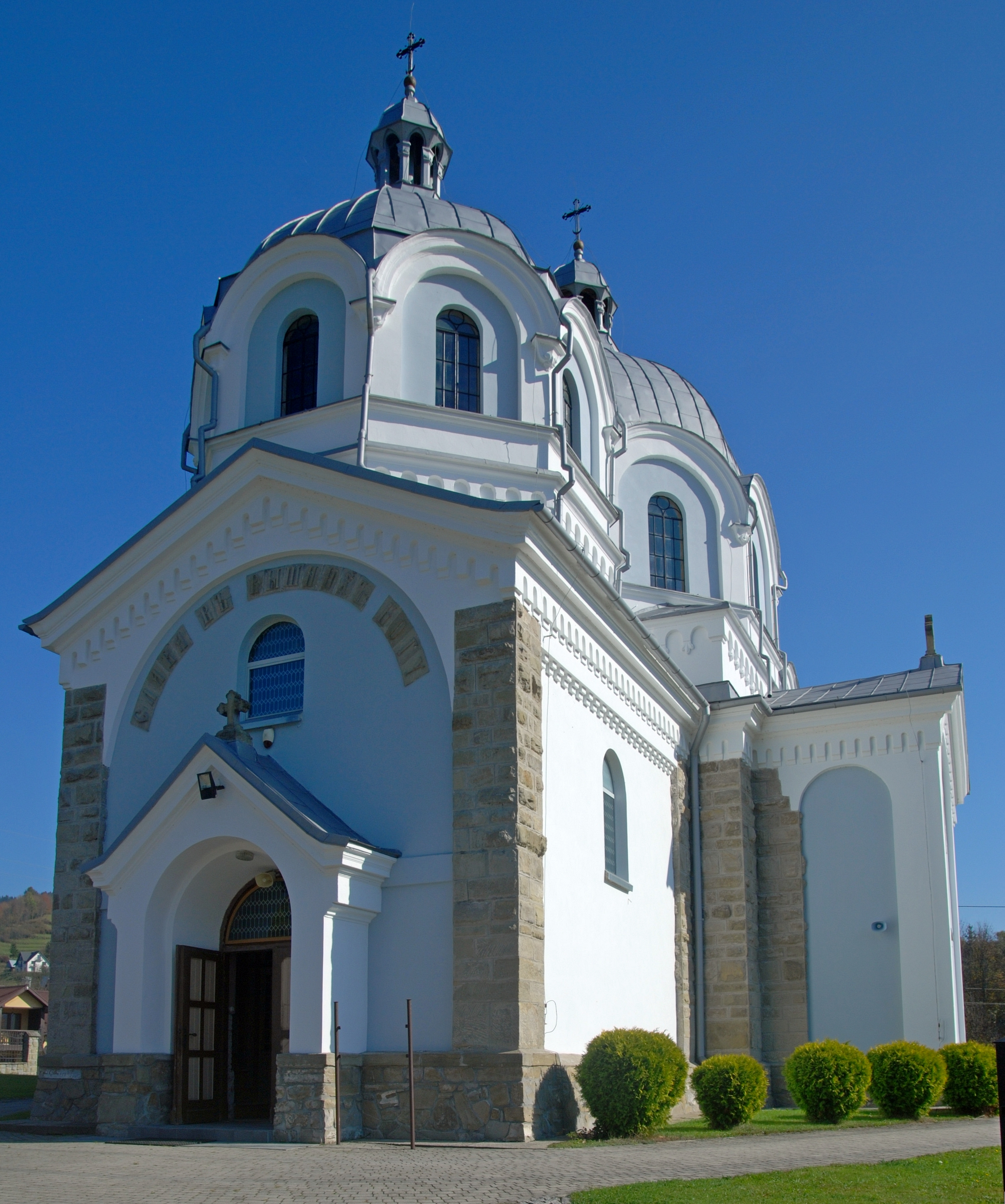
Widok od frontu
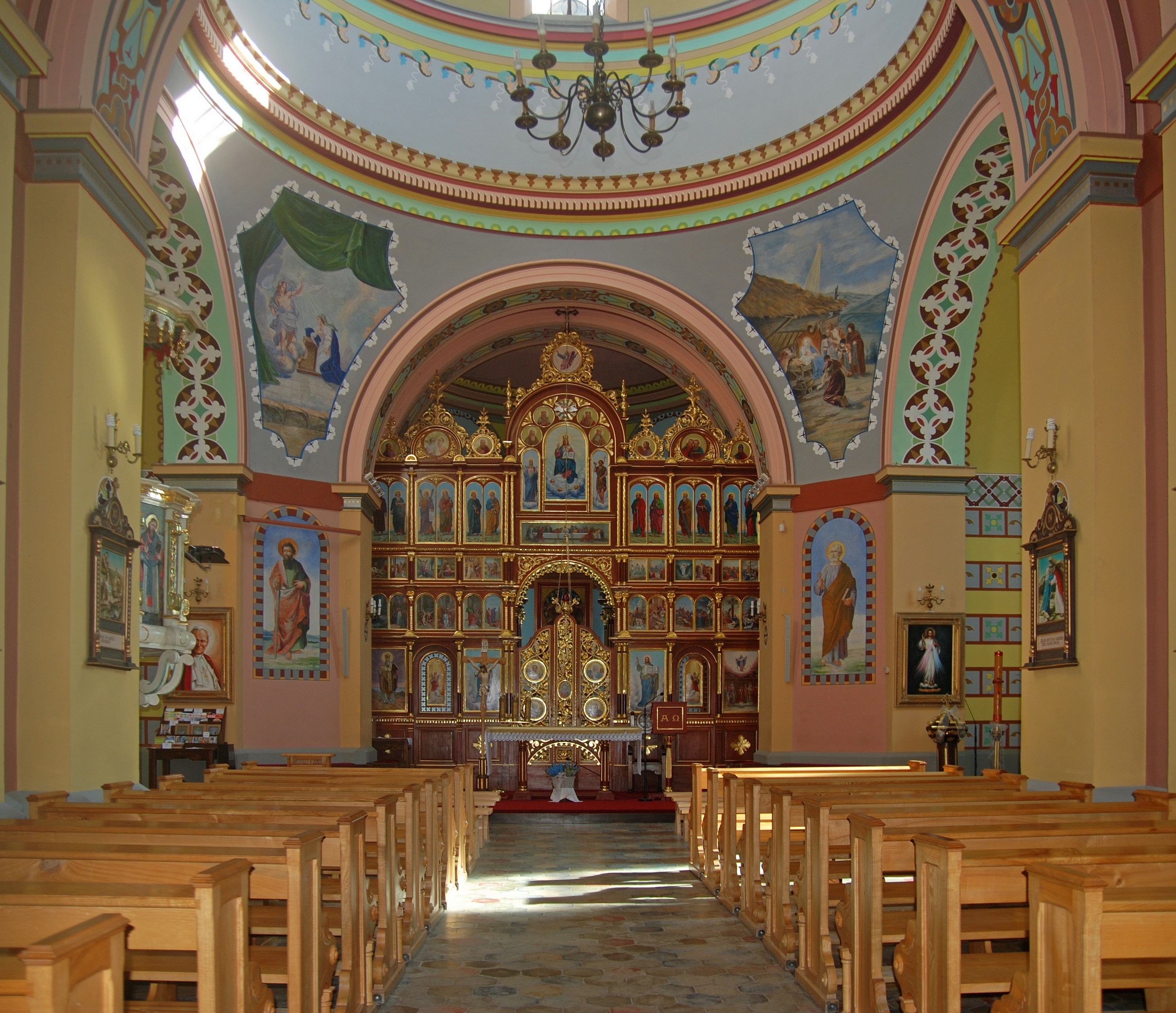
Wnętrze
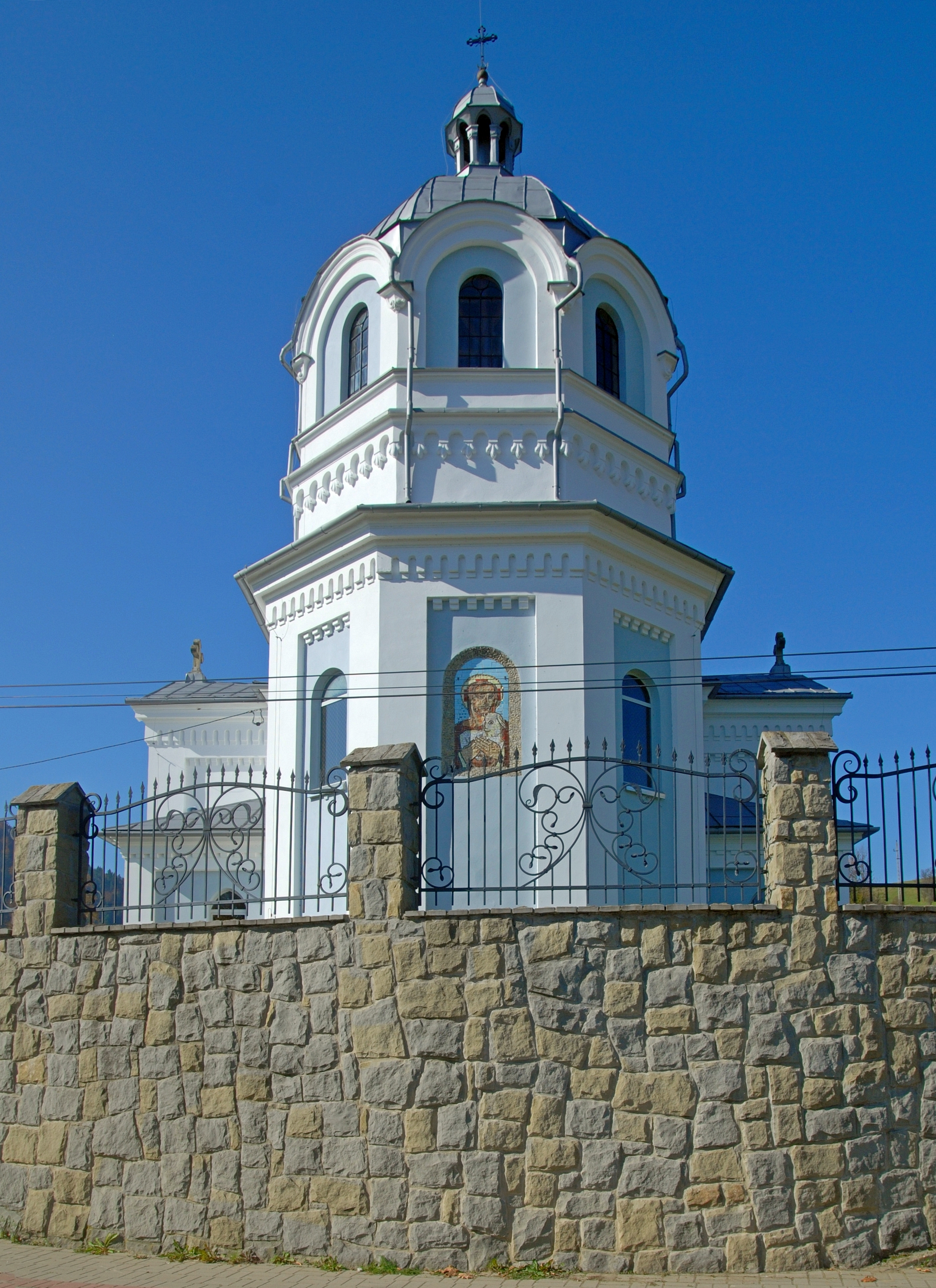
Elewacja wschodnia

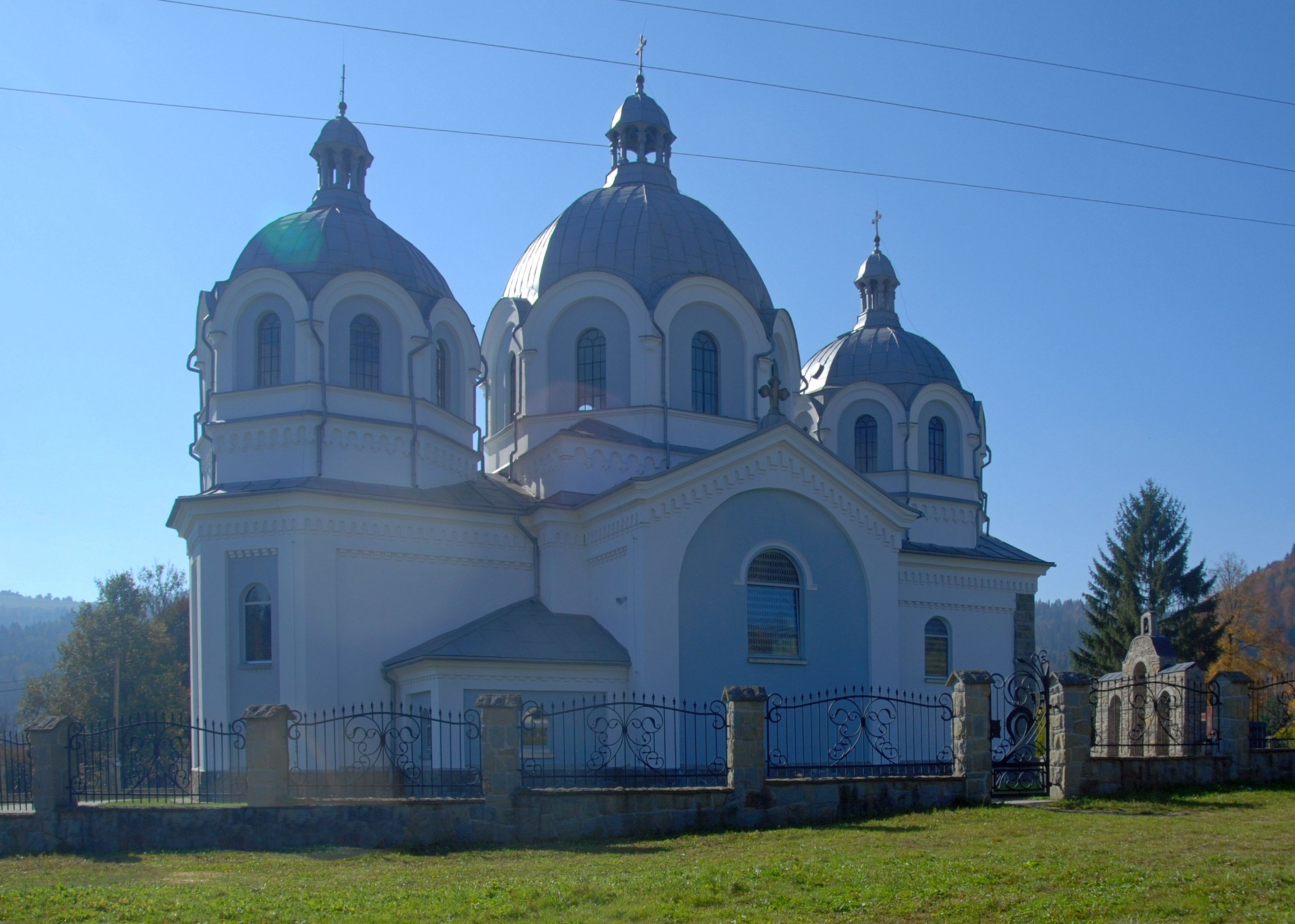
Elewacja północna
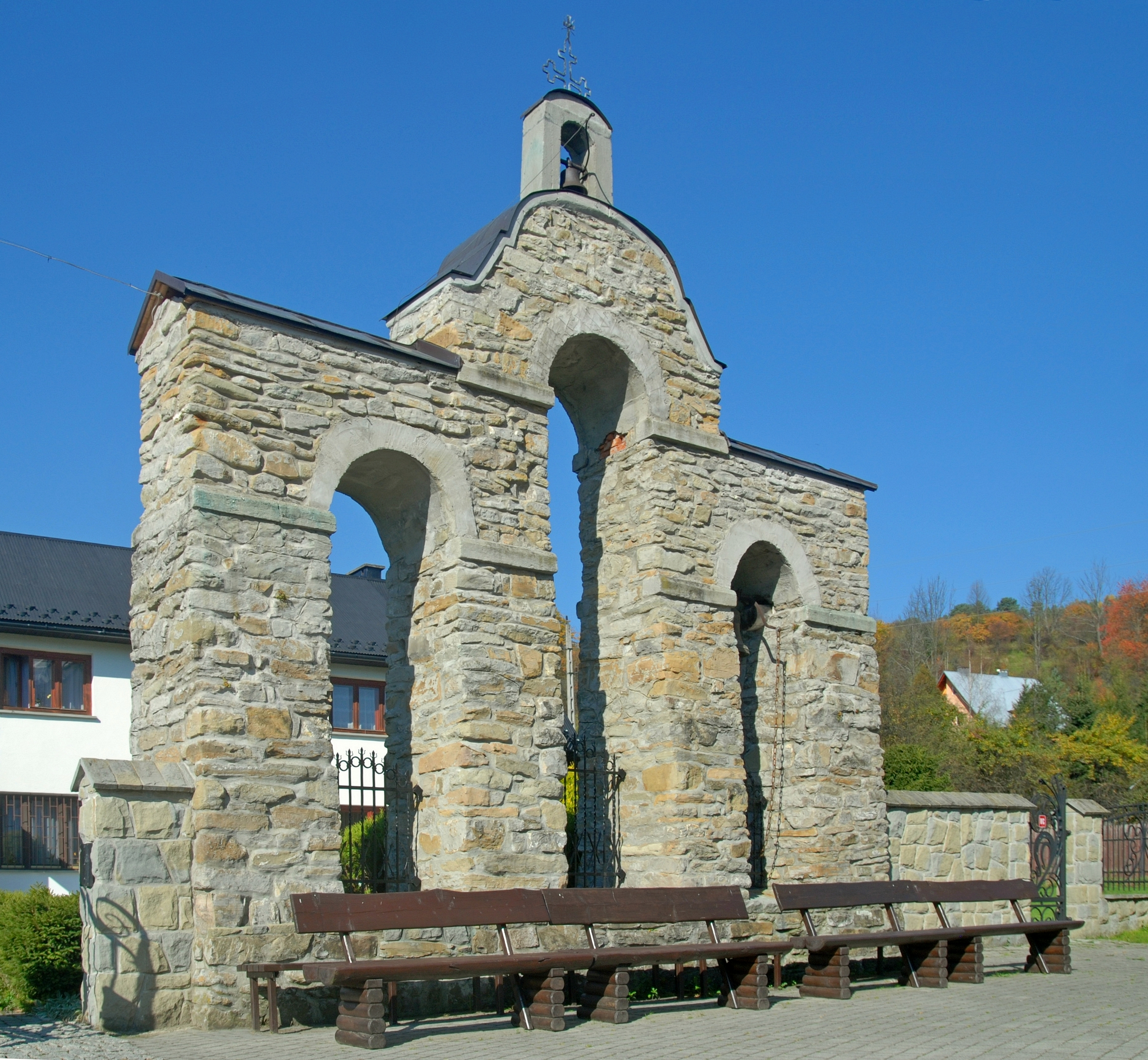
Dzwonnica
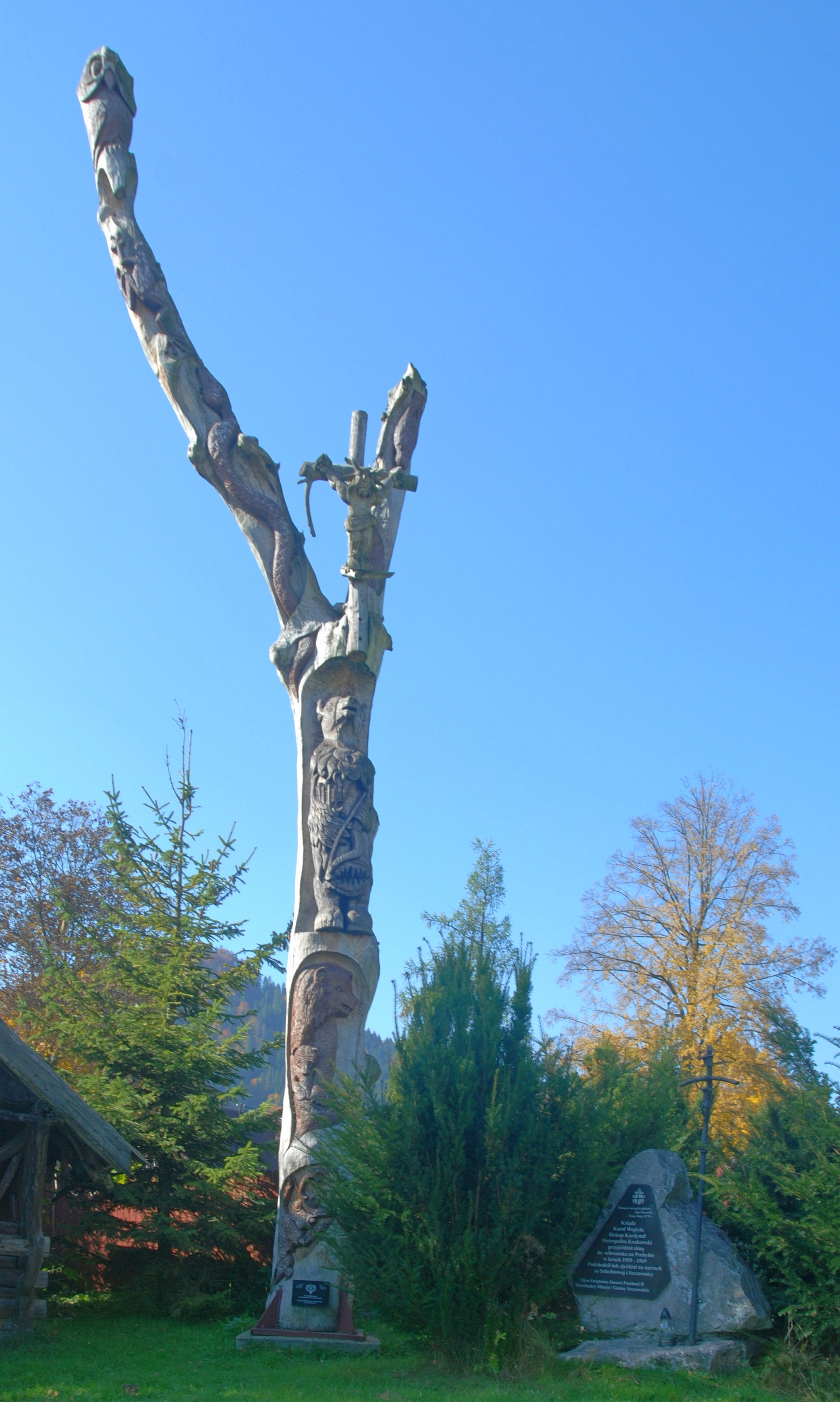
Otoczenie